# Copa Juan Pinto Durán
Die Copa Juan Pinto Durán war ein Fußball-Wettbewerb.
Der Pokal wurde zwischen den Nationalmannschaften Chiles und Uruguays jeweils unter Ermittlung des Siegers mittels eines Hin- und Rückspiels in den Städten Montevideo bzw. Santiago ausgespielt. Insgesamt gab es zwischen 1963 und 1988 acht Austragungen dieses Wettbewerbs. Benannt wurde die Veranstaltung nach dem chilenischen Fußballfunktionär Juan Pinto Durán. Juan Pinto Durán war Mitorganisator der Fußball-Weltmeisterschaft 1962. Fünfmal gewann die Mannschaft Uruguays, einmal diejenige Chiles den Titel. Die Zuordnung der Titel 1965 und 1979 ist nicht gesichert.

## Siegerliste
| Jahr | Sieger          |
| ---- | --------------- |
| 1963 | Uruguay         |
| 1965 | nicht gesichert |
| 1971 | Chile           |
| 1975 | Uruguay         |
| 1977 | Uruguay         |
| 1979 | nicht gesichert |
| 1981 | Uruguay         |
| 1988 | Uruguay         |